# Ryszard Szulc
Ryszard Jan Szulc (ur. 29 marca 1960 roku w Bydgoszczy) – polski przedsiębiorca, właściciel przedsiębiorstwa Ataner, inżynier, działacz społeczny.
Absolwent V Liceum Ogólnokształcącego im. Ignacego Paderewskiego w Bydgoszczy (1979). Ukończył studia magisterskie na Wydziale Budowy Maszyn Politechniki Poznańskiej (1980–1985).

## Działalność społeczna
- Członek Niezależnego Zrzeszenia Studentów (od 1981 r.),
- Wiceprezydent Rady Wielkopolskiej Izby Budownictwa[1],
- Wiceprezydent Towarzystwa im. Hipolita Cegielskiego[2],
- Członek Rady Uczelni Uniwersytetu Artystycznego w Poznaniu (od 1 stycznia 2021 r.)[3],
- Członek Rotary International (Rotary Club Poznań).

## Działalność zawodowa
Na początku lat 90. XX wieku założył jedną z pierwszych w Poznaniu firm deweloperskich – Ataner, której prezesem pozostaje do dziś. Pod jego kierownictwem firma zdobyła renomę oraz ugruntowała swoją pozycję na rynku nieruchomości, a inwestycje prowadzone przez Ataner kilkakrotnie  były nagradzane tytułem Budowa Roku przyznawanym przez Polski Związek Inżynierów i Techników Budownictwa. W 2016 roku Prezydent Miasta Poznania przyznał spółce tytuł „Architectura civitatis nostrae” (Budowniczy naszego miasta).

## Nagrody i odznaczenia
- Odznaka Honorowa „Za Zasługi dla Związku Inwalidów Wojennych RP” (1995 oraz 2007),
- Złota Odznaka Honorowa Związku Inwalidów Wojennych RP (2000),
- Brązowy Krzyż Zasługi (2001)[5],
- Srebrny Krzyż Zasługi (2001)[6],
- Odznaka Honorowa „Za zasługi dla Województwa Wielkopolskiego” (2003)[7],
- Honorowa Odznaka Ministra Budownictwa „Za zasługi dla budownictwa” (2008)[8],
- Odznaka „90 lat w służbie inwalidom wojennym” (2008),
- Złota Odznaka Wielkopolskiej Izby Budownictwa (2009),
- Medal "Pro Patria" (2012)[9],
- Złota Honorowa Odznaka Krajowej Izby Gospodarczej (2012)[10],
- Krzyż 95 lat Związku Inwalidów Wojennych RP (2013),
- Złota Odznaka Naczelnej Rady Zrzeszeń Handlu i Usług w Warszawie (2013),
- Odznaka Honorowa za Zasługi dla Rozwoju Gospodarki Rzeczypospolitej Polskiej (2015),
- Złoty Krzyż Zasługi (2017)[11][12],
- Krzyż 100 lat Związku Inwalidów Wojennych RP (2018),
- Złoty Hipolit (2021)[13].